# آنا چرنینکو
آنا چرنینکو (انگلیسی: Anna Chernenko; زاده ۳ سپتامبر ۱۹۱۳ – درگذشته ۲۵ دسامبر ۲۰۱۰) همسر کنستانتین چرنینکو رهبر شوروی بود.
آنا چرنینکو در ۲۵ دسامبر ۲۰۱۰، در سن ۹۷ سالگی درگذشت.